# Корсини, Джулио
Джулио Корсини (итал. Giulio Corsini; 28 сентября 1933, Бергамо, Ломбардия — 31 декабря 2009, Бергамо, Ломбардия) — итальянский футболист, выступающий на позиции защитника, также — тренер.

## Клубная карьера
Закончив карьеру в качестве игрока, он возглавил клуб «Аталанта», и в первый сезон вывел клуб в Серию А, как главный тренер. Тем не менее, когда клуб был в зоне вылета, Джулио был уволен. Затем он стал во главе «Сампдории», которая также была в зоне вылета. Однако, из-за скандалов и штрафов в других командах, «Сампдория» сохранила свое место в Серии А. Клубу пришлось пройти через череду испытаний с другими клубами, стоявшими на вылет из Серии А. После сезона он был нанят «Лацио», но был уволен уже после 8 игр в следующем сезоне, в которых, «Лацио» получил всего 5 очков и был вторым с конца. После была «Чезена», которая впервые получила квалификацию в Кубке УЕФА в своей истории. «Чезена» была выбита из кубка в первом раунде, и его снова уволили. После этого Джулио больше не работал в Серии А.